# Sông Bilozerka
Bilozerka (tiếng Ukraina: Білозерка, tiếng Nga: Белозерка) là một sông tại Ukraina, chiều dài 84,8 km, là phụ lưu tả ngạn của sông Dnepr. Sông Bilozerka khởi nguồn tại làng Mala Bilozerka, huyện Vasylivka, tỉnh Zaporizhzhia.
Thung lũng sông tương đối hẹp và sâu, có những nơi bị chia cắt bởi các khe núi và suối. Sông hơi khúc khuỷu (khúc khuỷu nhiều hơn ở phía hạ lưu), khô cạn ở nhiều đoạn (chủ yếu ở thượng lưu).
Các phụ lưu chính: Balka Vydnorid, Popova (hữu); Velyka Verbova, Maichekrak (tả). Thành phố Kamianka-Dniprovska và các làng Mala Bilozerka, Velika Bilozerka và một số làng nhỏ khác nằm ven sông.